# Пустельник (Люблінське воєводство)
Пустельник (пол. Pustelnik) — село в Польщі, у гміні Кшчонув Люблінського повіту Люблінського воєводства.
Населення — 25 осіб (2011).
У 1975-1998 роках село належало до Люблінського воєводства.

## Демографія
Демографічна структура станом на 31 березня 2011 року:
|          | Загалом | Допрацездатний вік | Працездатний вік | Постпрацездатний вік |
| -------- | ------- | ------------------ | ---------------- | -------------------- |
| Чоловіки | 10      | 1                  | 8                | 1                    |
| Жінки    | 15      | 1                  | 7                | 7                    |
| Разом    | 25      | 2                  | 15               | 8                    |